# Cầu máng Vanvitelli
Cầu máng nước Vanvitelli hay còn gọi là Cầu máng nước Caroline là một cầu máng nước lớn ở bên ngoài thành phố Caserta, Ý. Nó được xây dựng để lấy nước dưới chân núi Taburno cung cấp nước cho Đại cung điện hoàng gia Caserta và tổ hợp San Leucio. Nước được lấy từ suối Fizzo ở Bucciano, chảy theo tuyến đường dài quanh co, chủ yếu là ngầm dưới mặt đất. Cây cầu có chiều dài là 38 km nên từ lâu đã là cây cầu dài nhất châu Âu, ngoài ra chiều cao của cầu được xác định là 55,80 m.
Công trình được ủy quyền bởi Carlos của Bourbon và được thiết kế bởi kiến trúc sư Luigi Vanvitelli. Việc xây dựng bắt đầu từ tháng 3 năm 1753 và hoàn thành vào ngày 7 tháng 5 năm 1762. Kiến trúc đặc biệt nhất của công trình dài 529 mét được bảo tồn hoàn hảo trong thung lũng Tufa Maddaloni giữa Monte Longano ở phía đông và Monte Garzano ở phía tây. Khi đó, việc xây dựng, thiết kế cầu đã gặp khó khăn vì suối Fizzo nằm ở độ cao 254 m còn thác nước nằm ở Cung điện Hoàng gia lại nằm ở độ cao là 203,50 m. Đoạn này lấy hình ảnh từ các cầu máng nước La Mã cổ đại với ba dãy vòm tầng cột, đoạn cao nhất lên tới 55,8 mét. Phần này đã được UNESCO công nhận là Di sản thế giới từ năm 1997 như là một phần của Dinh hoàng gia Caserta và vườn thế kỷ 18, Cầu máng nước Vanvitelli, và tổ hợp San Leucio.